# Louis Favre
Louis Favre (Chêne-Thônex (actual Chene Bourg), 28 de Janeiro de 1826 — Göschenen, 19 de Julho de 1879), arquitecto e empresário Suíço especialista em obras públicos como o Túnel ferroviário de São Gotardo inaugurado em 1882.
Deixa as oficinas do seu pai em Genebra e é recebido no ano seguinte 1848 como companheiro carpinteiro em Neuilly-sur-Marne perto de Paris. Segue cursos de arquitectura mas forma-se como autodidacta em engenheiro. 
Colabora com o engenheiro dos caminhos de ferro franceses Jean-Daniel Colladon em trabalhos para a companhia entre Paris/Lyon a Charenton (1846-1851) e em seguida:
- na ligne de Montbart a Dijon (1852-1853);
- na gare de Vaise em Lyon (1854);
- na linha Augné (Jura) com túnel em Marnes (1855);
- no prolongamento do túnel do Crédo (Ain) na linha Lyon-Genebra (1856-1858);
- nos túneis de Grandvaux e de Cornallaz (Chexbres) da linha Lausana - Friburgo (1858-1860).

De 1863 a 1865, constrói por conta de Henri du Bord o Hotel de la Paix em Genebra.
Finalmente ganha o concurso para a perfuração do túnel do São Gotardo em 1871. Os trabalhos começam a Norte a 13 de Setembro e a Sul a 24 de Outubro de 1872. Encontram graves problemas técnicos devido à natureza do terreno que mesmo os sistemas de compressão e de perfuração inventados por engenheiros genebrinos não conseguem superar. Morre nas obras sete meses antes da perfuração da última porção.